# Бонвилл, Уильям, 1-й барон Бонвилл
Уильям Бонвилл (англ. William Bonville; 12 или 31 августа 1392 — 18 февраля 1461, Сент-Олбанс) — английский аристократ, 1-й барон Бонвилл с 1449 года, кавалер ордена Подвязки. Был одним из самых влиятельных землевладельцев юго-западной Англии. Участвовал в Столетней войне (в частности, сражался при Азенкуре), занимал должности управляющего в герцогстве Корнуолльском и сенешаля Гаскони, боролся с пиратством у английского побережья. Много лет (с 1437 года) враждовал со своими соседями, графами Девон, причём время от времени эта вражда принимала форму открытой войны. Бонвилл был предан королю Генриху VI, однако с началом Войн Алой и Белой розы перешёл на сторону Йорков, так как его враг Томас Куртене оказался в ланкастерском лагере. После поражения во второй битве при Сент-Олбансе сэр Уильям попал в плен и был казнён по приказу королевы Маргариты Анжуйской. Его сын и внук ещё до этого погибли при Уэйкфилде, так что земли и титул Бонвиллов позже перешли к Греям вместе с рукой правнучки Уильяма Сесилии.

## Происхождение
Уильям Бонвилл принадлежал к рыцарскому сословию. Бонвиллы были старинным землевладельческим родом французского происхождения; вскоре после нормандского завоевания Англии они обосновались в Девоне и постепенно сосредоточили в своих руках обширные владения, благодаря чему начали играть важную роль в жизни этого графства и всего юго-запада Англии. Дед Уильяма, носивший то же имя, был вассалом Эдуарда Куртене, 11-го графа Девона; благодаря двум удачным бракам, способностям и энергии он расширил свои владения, в течение многих лет был представителем Девоншира и Сомерсета в парламенте. В итоге Бонвиллы стали одним из самых влиятельных семейств в регионе. Историк К. Карпентер называет их в связи с этой эпохой «суперрыцарями» (англ. super-knights). Уильям-младший родился в семье Джона Бонвилла и Элизабет Фицроджер и стал старшим ребёнком; после него на свет появился Томас.
Отец Уильяма умер спустя всего четыре года после его рождения, так что воспитанием юного Бонвилла занимался дед.
| \| \| \| \| \| \| \| \| \| \| \| \| \| \| \| \| \| \| \| \| сэр Николас Бонвилл \| \| \| \| \| \| \| \| \| \| \| \| \| \| \| \| \| \| \| \| \| \| \| \| \| \| \| \| \| \| \| \| \| \| \| \| \| \| \| \| \| \| \| \| \| \| \| \| \| \| \| \| \| \| Уильям Бонвилл \| \| \| \| \| \| \| \| \| \| \| \| \| \| \| \| \| \| \| \| \| \| \| \| \| \| \| \| \| \| \| \| \| \| \| \| \| \| \| \| \| \| \| \| \| \| \| \| \| \| \| \| \| \| Генри Чампернаун \| \| \| \| \| \| \| \| \| \| \| \| \| \| \| \| \| \| \| \| \| \| \| \| \| \| \| \| \| \| \| \| \| \| \| \| \| \| \| \| \| \| \| \| \| \| \| \| \| \| \| \| \| \| Джоан Чампернаун \| \| \| \| \| \| \| \| \| \| \| \| \| \| \| \| \| \| \| \| \| \| \| \| \| \| \| \| \| \| \| \| \| \| \| \| \| \| \| \| \| \| \| \| \| \| \| \| \| \| \| \| \| \| сэр Джон Бонвилл \| \| \| \| \| \| \| \| \| \| \| \| \| \| \| \| \| \| \| \| \| \| \| \| \| \| \| \| \| \| \| \| \| \| \| \| \| \| \| \| \| \| \| \| \| \| \| \| \| \| \| \| \| \| Уильям д'Омаль \| \| \| \| \| \| \| \| \| \| \| \| \| \| \| \| \| \| \| \| \| \| \| \| \| \| \| \| \| \| \| \| \| \| \| \| \| \| \| \| \| \| \| \| \| \| \| \| \| \| \| \| \| \| Маргарет д'Омаль \| \| \| \| \| \| \| \| \| \| \| \| \| \| \| \| \| \| \| \| \| \| \| \| \| \| \| \| \| \| \| \| \| \| \| \| \| \| \| \| \| \| \| \| \| \| \| \| \| \| \| \| \| \| Уильям Бонвилл, 1-й барон Бонвилл \| \| \| \| \| \| \| \| \| \| \| \| \| \| \| \| \| \| \| \| \| \| \| \| \| \| \| \| \| \| \| \| \| \| \| \| \| \| \| \| \| \| \| \| \| \| \| \| \| \| \| \| \| \| сэр Генри Фицроджер \| \| \| \| \| \| \| \| \| \| \| \| \| \| \| \| \| \| \| \| \| \| \| \| \| \| \| \| \| \| \| \| \| \| \| \| \| \| \| \| \| \| \| \| \| \| \| \| \| \| \| \| \| \| Джон Фицроджер \| \| \| \| \| \| \| \| \| \| \| \| \| \| \| \| \| \| \| \| \| \| \| \| \| \| \| \| \| \| \| \| \| \| \| \| \| \| \| \| \| \| \| \| \| \| \| \| \| \| \| \| \| \| Роберт Холланд, 1-й барон Холланд \| \| \| \| \| \| \| \| \| \| \| \| \| \| \| \| \| \| \| \| \| \| \| \| \| \| \| \| \| \| \| \| \| \| \| \| \| \| \| \| \| \| \| \| \| \| \| \| \| \| \| \| \| \| Элизабет Холланд \| \| \| \| \| \| \| \| \| \| \| \| \| \| \| \| \| \| \| \| \| \| \| \| \| \| \| \| \| \| \| \| \| \| \| \| \| \| \| \| \| \| \| \| \| \| \| \| \| \| \| \| \| \| Мод де ла Зуш \| \| \| \| \| \| \| \| \| \| \| \| \| \| \| \| \| \| \| \| \| \| \| \| \| \| \| \| \| \| \| \| \| \| \| \| \| \| \| \| \| \| \| \| \| \| \| \| \| \| \| \| \| \| Элизабет Фицроджер \| \| \| \| \| \| \| \| \| \| \| \| \| \| \| \| \| \| \| \| \| \| \| \| \| \| \| \| \| \| \| \| \| \| \| \| \| \| \| \| \| \| \| \| \| \| \| \| \| \| \| \| \| \| Элис \| \| \| \| \| \| \| \| \| \| \| \| \| \| \| \| \| \| \| \| \| \| \| \| \| \| \| \| \| \| \| \| \| \| \| \| \| \| \| \| \| \| \| \| \| \| \| \| \| \| \| \| |                                   |  |  |  |  |  |  |  |  |  |  |  |  |  |  |  |
| |                                   |  |  |  |  |  |  |  |  |  |  |  |  |  |  |  |
| | сэр Николас Бонвилл               |  |  |  |  |  |  |  |  |  |  |  |  |  |  |  |
| |                                   |  |  |  |  |  |  |  |  |  |  |  |  |  |  |  |
| |                                   |  |  |  |  |  |  |  |  |  |  |  |  |  |  |  |
| | Уильям Бонвилл                    |  |  |  |  |  |  |  |  |  |  |  |  |  |  |  |
| |                                   |  |  |  |  |  |  |  |  |  |  |  |  |  |  |  |
| |                                   |  |  |  |  |  |  |  |  |  |  |  |  |  |  |  |
| | Генри Чампернаун                  |  |  |  |  |  |  |  |  |  |  |  |  |  |  |  |
| |                                   |  |  |  |  |  |  |  |  |  |  |  |  |  |  |  |
| |                                   |  |  |  |  |  |  |  |  |  |  |  |  |  |  |  |
| | Джоан Чампернаун                  |  |  |  |  |  |  |  |  |  |  |  |  |  |  |  |
| |                                   |  |  |  |  |  |  |  |  |  |  |  |  |  |  |  |
| |                                   |  |  |  |  |  |  |  |  |  |  |  |  |  |  |  |
| | сэр Джон Бонвилл                  |  |  |  |  |  |  |  |  |  |  |  |  |  |  |  |
| |                                   |  |  |  |  |  |  |  |  |  |  |  |  |  |  |  |
| |                                   |  |  |  |  |  |  |  |  |  |  |  |  |  |  |  |
| | Уильям д'Омаль                    |  |  |  |  |  |  |  |  |  |  |  |  |  |  |  |
| |                                   |  |  |  |  |  |  |  |  |  |  |  |  |  |  |  |
| |                                   |  |  |  |  |  |  |  |  |  |  |  |  |  |  |  |
| | Маргарет д'Омаль                  |  |  |  |  |  |  |  |  |  |  |  |  |  |  |  |
| |                                   |  |  |  |  |  |  |  |  |  |  |  |  |  |  |  |
| |                                   |  |  |  |  |  |  |  |  |  |  |  |  |  |  |  |
| | Уильям Бонвилл, 1-й барон Бонвилл |  |  |  |  |  |  |  |  |  |  |  |  |  |  |  |
| |                                   |  |  |  |  |  |  |  |  |  |  |  |  |  |  |  |
| |                                   |  |  |  |  |  |  |  |  |  |  |  |  |  |  |  |
| | сэр Генри Фицроджер               |  |  |  |  |  |  |  |  |  |  |  |  |  |  |  |
| |                                   |  |  |  |  |  |  |  |  |  |  |  |  |  |  |  |
| |                                   |  |  |  |  |  |  |  |  |  |  |  |  |  |  |  |
| | Джон Фицроджер                    |  |  |  |  |  |  |  |  |  |  |  |  |  |  |  |
| |                                   |  |  |  |  |  |  |  |  |  |  |  |  |  |  |  |
| |                                   |  |  |  |  |  |  |  |  |  |  |  |  |  |  |  |
| | Роберт Холланд, 1-й барон Холланд |  |  |  |  |  |  |  |  |  |  |  |  |  |  |  |
| |                                   |  |  |  |  |  |  |  |  |  |  |  |  |  |  |  |
| |                                   |  |  |  |  |  |  |  |  |  |  |  |  |  |  |  |
| | Элизабет Холланд                  |  |  |  |  |  |  |  |  |  |  |  |  |  |  |  |
| |                                   |  |  |  |  |  |  |  |  |  |  |  |  |  |  |  |
| |                                   |  |  |  |  |  |  |  |  |  |  |  |  |  |  |  |
| | Мод де ла Зуш                     |  |  |  |  |  |  |  |  |  |  |  |  |  |  |  |
| |                                   |  |  |  |  |  |  |  |  |  |  |  |  |  |  |  |
| |                                   |  |  |  |  |  |  |  |  |  |  |  |  |  |  |  |
| | Элизабет Фицроджер                |  |  |  |  |  |  |  |  |  |  |  |  |  |  |  |
| |                                   |  |  |  |  |  |  |  |  |  |  |  |  |  |  |  |
| |                                   |  |  |  |  |  |  |  |  |  |  |  |  |  |  |  |
| | Элис                              |  |  |  |  |  |  |  |  |  |  |  |  |  |  |  |
| |                                   |  |  |  |  |  |  |  |  |  |  |  |  |  |  |  |
| |                                   |  |  |  |  |  |  |  |  |  |  |  |  |  |  |  |

## Биография

### Карьера
После смерти деда в 1408 году Уильям унаследовал семейные владения. На тот момент он ещё был несовершеннолетним, и король Генрих IV сделал его опекуном сначала сэра Джона Типтофта, потом своего кузена Эдуарда Норвичского, герцога Йоркского. После вступления в права наследника Бонвилл смог расширить своё влияние за счёт двух браков. В 1414 году он женился на дочери Реджинальда де Грея, 3-го барона Грея из Ратина, и получил в качестве приданого 200 марок в день свадьбы, ещё 200 марок в рассрочку в течение четырёх лет, а также земли стоимостью в 100 фунтов в совместное с женой управление. После смерти супруги Бонвилл женился на вдове Джона Харингтона, 4-го барона Харингтона, дочери 11-го графа Девона. Благодаря этому браку он оказался в близком свойстве с лордами-соседями — 5-м бароном Харингтоном (деверь жены по первому браку) и тринадцатым графом Девоном (племянник). Старшего сына от первого брака Бонвилл женил примерно в 1443 году на дочери и наследнице Харингтона, двух дочерей выдал за представителей боковых ветвей рода Куртене, а третью — за сэра Уильяма Тэлбойса, влиятельного землевладельца из Мидленда. Всё это обеспечило его разветвлёнными и полезными связями.
Владения Бонвиллов на 1414 год, когда Уильям достиг совершеннолетия, приносили доход приблизительно 900 фунтов в год. Большая их часть находилась в Девоншире и Сомерсете, но были владения и в ряде других графств Англии — в Дорсете и Уилтшире (земли Уильяма Бонвилла-старшего), в Лестершире, Восточном Мидленде, Кенте и Сассексе (наследие Фицроджеров). Исследователи констатируют, что по своему влиянию и размеру доходов Бонвиллы практически не уступали графам Девон. Часть их земель на время перешла к двум вдовам — бабке и матери Уильяма; последняя к тому же вышла замуж во второй раз, за некоего Уильяма Стакли, и завещала ему часть своих владений в Девоншире и Уилтшире. Бонвилл долго судился с отчимом и только к 1422 году добился подтверждения своих прав на эту часть наследства. В 1426 году он получил земли, принадлежавшие бабке, тётке и двоюродному брату; в итоге Уильям оказался одним из богатейших дворян в западной части Англии.
На королевскую службу Бонвилл впервые поступил в 1415 году. В свите брата короля, Томаса Кларенса, он принял участие в походе во Францию и в битве при Азенкуре; во время этой кампании его посвятили в рыцари. В 1421 году сэр Уильям стал одним из душеприказчиков Кларенса, погибшего в битве при Боже. В 1422 году Бонвилл уже находился в Англии, заседая в парламенте, а в 1423 году снова воевал на континенте, на этот раз под началом Хамфри Глостера, командуя отрядом в десять латников и тридцать лучников.
Последующие годы сэр Уильям провёл в Англии, управляя своими поместьями. В 1423 году он стал шерифом Девона, с 1431 года был мировым судьёй в Девоне, с 1435 года в Сомерсете, с 1438 — в Корнуолле. В те же годы Бонвилл заседал в ряде местных комиссий и занимался расследованиями, связанными с пиратством, контрабандой, сокрытием сокровищ, некромантией, дезертирством. Особенно энергично сэр Уильям боролся с пиратами, грабившими корабли у побережья Корнуолла, и герцог Бургундский Филипп Добрый в 1454 году даже направил в Лондон официальную жалобу: по его мнению, действия Бонвилла создали угрозу для бургундской торговли. Когда король Генрих VI достиг совершеннолетия (1437 год), сэр Уильям стал членом Королевского совета.

### Начало вражды с графом Девоном
Время от времени возникали распри между сэром Уильямом и его соседями. Так, в 1427 году Бонвилл поссорился с сэром Томасом Бруком, который огородил в свою пользу леса в Аксмуте и перекрыл дороги для арендаторов Бонвилла. В роли арбитра выступил аббат местного монастыря (крёстный отец сэра Уильяма), и Бруку пришлось уступить.
Наиболее долгой и ожесточённой стала вражда между Бонвиллом и Томасом Куртене, 13-м графом Девоном. Всё началось в 1437 году, когда сэр Уильям получил пожизненную должность управляющего графством Корнуолл с жалованьем в 40 марок ежегодно, которую до этого традиционно занимали графы Девон. Это стало серьёзным ударом для Томаса, сузившим его влияние и уменьшившим его доходы (и без того довольно скромные). По мнению учёных, теперь ключевой политической силой в Девоне стала коалиция землевладельцев среднего уровня во главе с Бонвиллом. Граф Томас стремился вернуть себе контроль над регионом, сэр Уильям увеличивал свою свиту за счёт вассалов Куртене; это стало началом затяжной распри, которая время от времени перерастала в открытые вооружённые столкновения. Первое такое обострение произошло в 1440 году из-за явной ошибки королевской администрации: Куртене получил должность управляющего герцогством Корнуолл, практически неотличимую от поста, который занимал Бонвилл. Между вассалами двух феодалов начались стычки, и многие люди были ранены. В ноябре 1442 года Бонвилл и Куртене были вызваны на заседание Королевского совета, чтобы объясниться, но никаких последствий это не имело.
По-видимому, именно желание королевской администрации погасить конфликт стало причиной, по которой в 1443 году сэра Уильяма назначили сенешалем Гаскони. Бонвилл должен был набрать 20 латников и 600 лучников и с этими силами на пути в Бордо отбить у французов Авранш в Нормандии; известно, что Генрих VI подарил ему 100 фунтов, чтобы покрыть часть расходов. Нападение на Авранш не состоялось. Сэр Уильям попытался взять Ла-Рошель (французские источники называют его в связи с этими событиями пиратом), но потерпел неудачу и был серьёзно ранен. Историки констатируют, что его армия была слишком маленькой, чтобы решать серьёзные военные задачи, и что основную часть человеческих и денежных ресурсов Англии в те годы поглощал нормандский театр военных действий.
Бонвилл вернулся в Англию в апреле 1445 года. За два года его отсутствия Куртене укрепил свою власть в Девоне, так что вероятность нового обострения конфликта была высокой. Слабовольный король явно не мог навязать свою волю участникам распри; его всесильный фаворит Уильям де Ла Поль, 1-й герцог Саффолк, был заинтересован в союзе с Куртене, но в то же время был тесно связан с Тэлбойсом (зятем Бонвилла), а потому старался не допускать открытых столкновений и делать шаги навстречу как графу, так и сэру Уильяму. Последний ещё в 1444 году на время присоединился к свите Саффолка во Франции и сыграл центральную роль в церемонии обручения Генриха VI и Маргариты Анжуйской. 10 марта 1449 года Бонвилл получил баронский титул, и в дальнейшем его вызывали в каждый парламент как Willelmo Bonville domino Bonville et de Chuton.
Правление Саффолка закончилось в 1450 году: герцога подвергли импичменту в палате лордов, изгнали и убили по пути на континент. Бонвилл заседал в парламенте во время этих событий, но неизвестно, какую он занимал позицию. Граф Девон заключил союз с Ричардом, герцогом Йоркским (самым влиятельным из врагов Саффолка), и, считая себя достаточно сильным, начал полноценную войну со старым врагом. Он предпринял серию набегов на владения Бонвилла. Главная резиденция последнего, замок Тонтон, была осаждена пятитысячной армией; хронист Уильям Вустерский описал это как maxima perturbatio. Однако союз Куртене с Йорком был не так прочен, как думал граф: когда Ричард прибыл в Девон, чтобы восстановить порядок, он арестовал на месяц обоих лордов вместе со многими их вассалами. Сэру Уильяму пришлось передать герцогу Тонтон и пройти процедуру формального примирения с Куртене в Колкомбе в 1451 году. Эта процедура стала достаточно важным политическим событием, что подчёркивалось присутствием на ней представителя короля Ричарда Вудвилла, лорда Риверса, и его жены Жакетты Люксембургской.
В 1452 году герцог Йоркский начал борьбу с новым королевским фаворитом, герцогом Сомерсетом, и двинул армию на Лондон. Куртене присоединился к нему, а Бонвилл поддержал короля. После поражения Йорка сэр Уильям смог извлечь выгоду из сложившейся ситуации: по мнению историка А. Полларда, он получил свободу действий в Девоне, а согласно Черри, стал доминирующей фигурой в этом графстве. Бонвиллу поручили арестовать и подвергнуть суду людей Куртене, участвовавших в мятеже. Сэр Уильям получил должности управляющего герцогством Корнуолл, сенешаля Гаскони, лейтенанта Аквитании, констебля Эксетерского замка, ряд поместий и феодальных привилегий. Во Францию он на этот раз не отправился: последние английские владения на побережье Бискайского залива были потеряны в 1453 году. Генрих VI в этот период демонстрировал своё доверие к Бонвиллу, остановившись в одном из его замков во время путешествия по юго-западу, подарив 50 фунтов и включив его в комиссию, которая выявляла сочувствующих Ричарду Йоркскому.

### Продолжение вражды (1453—1458)
В августе 1453 года обострилась душевная болезнь Генриха VI. Это означало полный паралич ланкастерского режима и обострение внутриполитической борьбы. Некоторое время ходили слухи, будто Бонвилл планирует объединить силы с баронами Бомонтом, Пойнингсом, Клиффордом и Эгремонтом, чтобы двинуть армию на Лондон, но такое объединение не произошло. Палата лордов назначила герцога Йоркского «защитником королевства» на время недееспособности монарха. Куртене оставался формальным союзником Йорка, но никакой помощи от него не получал.
Чтобы противостоять Куртене, Бонвилл и его союзник Джеймс Батлер, 1-й граф Уилтшир, усиленно набирали рекрутов, обещая каждому добровольцу по шесть пенсов в день. Граф Девон в конце апреля 1454 года организовал в городе Эксетер засаду с несколькими сотнями вооружённых людей, чтобы захватить своего врага. Этот план провалился, но сэр Уильям не смог из-за него выполнить важное поручение — собрать деньги для короля. В июне 1455 года и Бонвилл, и Куртене получили от Генриха VI приказ сохранять мир и выплатить в казну по 4000 фунтов, но, по-видимому, и после этого продолжались постоянные стычки. Граф Девон терроризировал всё графство и грабил поместья сэра Уильяма. Кульминацией стали события 23 октября 1455 года, когда сын графа (тоже Томас) со своими людьми жестоко убил одного из ближайших советников Бонвилла, правоведа Николаса Рэдфорда.
С этого момента в Девоне шла открытая война. Эдмунд Лейси, епископ Эксетера, жаловался, что его арендаторы не осмеливаются выходить в поле. Бонвилл отомстил врагу за Рэдфорда, разграбив графское поместье Колкомб; представители обеих противоборствующих сторон грабили деревни, угоняли скот. Сэр Уильям, уверенный в своей правоте, 22 ноября 1455 года вызвал Куртене на поединок. Возможно, его целью было выманить графа из Эксетера или отвлечь врага от осады замка Паудерем, которую Бонвилл уже дважды пытался снять. Куртене принял вызов. 15 декабря два лорда и их вассалы сошлись в битве близ Клист-Сент-Мэри, к востоку от Эксетера. Бонвилл, по-видимому, проиграл, но смог спастись (по мнению историка Хикса, честь сэра Уильяма из-за этих событий пострадала). Два дня спустя граф Девон напал на резиденцию Бонвилла в Шуте, основательно разграбил её и захватил богатую добычу.
Ни одна из сторон не имела достаточного военного или политического веса, чтобы сокрушить врага. Конфликт не распространился за пределы Девона; при этом в масштабах всего королевства политическая ситуация становилась все более сложной, и вражда между Бонвиллом и Куртене оказалась одной из локальных распрей, подготовивших общеанглийскую гражданскую войну. Другим таким конфликтом стала частная война между Невиллами и домом Перси в северных графствах. Граф Девон впоследствии был заключен в тюрьму (правда, ненадолго) и умер в 1458 году, когда в его вражде с Бонвиллом так и не обозначился победитель. Сэр Уильям в том же году стал кавалером ордена Подвязки.

### Участие в Войне Роз и гибель
В то время, когда Бонвилл воевал с Куртене, внутриполитическая борьба, шедшая по всей Англии, окончательно переросла в гражданскую войну, известную как Война роз. В начале 1455 года Генрих VI внезапно пришел в себя, Ричард Йоркский тут же был снят со всех постов и уехал в свои поместья; позже он собрал войско, 22 мая внезапно напал на короля у города Сент-Олбанс и захватил его в плен. Томас Куртене сражался при Сент-Олбансе на стороне Генриха VI. Бонвилл, возможно, тоже симпатизировал Генриху VI, но не пришёл к нему на помощь (историк М. Хикс предположил, что барона общеанглийские дела просто не интересовали — в отличие от событий в Девоне). Сэр Уильям принял участие в работе йоркистского парламента в сентябре 1455 года и проголосовал за назначение герцога Йоркского протектором, то есть фактическим правителем королевства. Позже он вошёл в парламентский комитет, созданный для улучшения военно-морской обороны. В ноябре того же года барон получил от новой власти полное помилование.
После прихода к власти Ричарда Йоркского положение в стране не стабилизировалось. Жена Генриха VI Маргарита Анжуйская оставалась непримиримым врагом Йорков и могла рассчитывать на поддержку многих лордов — в частности, Томаса Куртене. Последний женил своего старшего сына Томаса, унаследовавшего в 1458 году графский титул, на кузине королевы, Марии де Мэн; со своей стороны Бонвилл в 1458 году женил внука на Кэтрин Невилл, дочери Ричарда Невилла, 5-го графа Солсбери и самого влиятельного из союзников Ричарда. Историки Роскелл и Вудгер полагают, что в течение 1455—1459 годов сэру Уильяму удавалось скрывать свои симпатии к герцогу Йоркскому и оставаться внешне лояльным королю. Исследователь Ч. Росс описывает Бонвилла в этот период как «опытного слугу дома Ланкастеров, который был произведен в пэры королем Генрихом VI [и который] цеплялся за двор, где он всегда служил». Барон поклялся защищать права юного Эдуарда, принца Уэльского (сына Генриха VI), и в начале 1460 года, когда между королём и герцогом Ричардом произошёл очередной открытый разрыв, Бонвиллу поручили собрать в юго-западных графствах армию для войны с Йорками.
В это время, по словам Роскелла и Вудгера, сэр Уильям «показал своё истинное лицо»: он примкнул к йоркистам и на их стороне принял участие в битве при Нортгемптоне 10 июля 1460 года. Герцог Ричард снова одержал победу и захватил Генриха VI в плен, причём охранять короля поручили Бонвиллу. В ноябре того же года барон присутствовал на заседании парламента, провозгласившего Ричарда Йоркского наследником престола. Маргарита Анжуйская и её сторонники отступили на север, где начали грабить поместья лордов-йоркистов; герцог Йоркский и граф Солсбери вскоре тоже двинулись на север, а Бонвилл уехал на юго-запад, собирать подкрепления. 30 декабря 1460 года в битве при Уэйкфилде Ланкастеры одержали победу, причём в схватке погибли и герцог Ричард, и единственный сын Бонвилла.
Теперь Ланкастеры двинулись на Лондон. Бонвилл, узнав об Уэйкфилде, вернулся в столицу, объединил свои силы с графом Уориком и 12 февраля 1461 года выступил на север, чтобы встретить армию королевы вдали от городских стен. 17 февраля произошла вторая битва при Сент-Олбансе. Во время схватки сэр Уильям вместе с сэром Томасом Кириеллом охранял короля, которого йоркисты привезли с собой в качестве номинального главы своей армии; это, по мнению историка Росса, может указывать на то, что даже на поздней стадии войны Бонвилл руководствовался главным образом желанием защитить монарха, которому он служил с юности. Ланкастеры одержали полную победу. Уорик бежал, а Бонвилл и Кириелл попали в плен. На следующий день их привели к королеве и принцу Эдуарду. Возможно, король обещал обоим помилование, но королева приказала (может быть, из-за позиции присутствовавшего графа Девона) судить обоих за измену. От имени семилетнего принца Эдуарда пленникам вынесли смертный приговор. И Бонвилла, и Кириелла обезглавили в тот же день; казнь была встречена, по словам историка Д. Груммитта, «всеобщим осуждением».

## Семья и наследство
Сэр Уильям был женат дважды. Его первой женой стала (до 1414 года) Маргарет де Грей, дочь Реджинальда де Грея, 3-го барона Грея из Ратина, и Маргарет де Рос. Она умерла после мая 1426 года. После этого Бонвилл женился на Элизабет Куртене, дочери Эдуарда Куртене, 11-го графа Девона, и Мод де Камойс, вдове Джона Харингтона, 1-го барона Харингтона. В первом браке родился сын Уильям, женившийся на дочери и наследнице Харингтона и погибший при Уэйкфилде; вместе с ним погиб и единственный сын, тоже Уильям, успевший стать 6-м бароном Харингтоном и жениться на дочери графа Солсбери. Уильям-внук оставил дочь Сесилию, вышедшую сначала за Томаса Грея, 1-го маркиза Дорсета, а потом — за Генри Стаффорда, графа Уилтшира.
Первая жена родила барону Бонвиллу по крайней мере двух дочерей, Маргарет (умерла до июля 1487 года; жена сэра Уильяма Куртене) и Элизабет (умерла в 1491 году; жена сэра Уильяма Тэлбойса). Один источник XVII века называет дочерью сэра Уильяма Филиппу, жену Уильяма Гренвилла, но по данным другого источника это была сестра барона. Кроме того, любовница Бонвилла Изабель Кирби родила ему внебрачного сына по имени Джон, умершего в 1499 году.
Таким образом, со смертью сэра Уильяма основная ветвь рода Бонвиллов угасла. В связи с этим один из историков пишет, что казнь барона означала окончательное поражение его семьи в борьбе с графами Девон. Впрочем, уже в марте 1461 года сын Ричарда Йоркского Эдуард (впоследствии король Эдуард IV) разбил Ланкастеров при Таутоне; Томас Куртене попал в плен и был обезглавлен. Вдова барона в знак признания его заслуг перед Йорками получила от нового короля большую «вдовью долю». Она умерла 18 октября 1471 года, так и не вступив в новый брак.
Люди из свиты Бонвилла по большей части перешли на службу к Хамфри Стаффорду и сэру Филиппу Куртене из Паудерема. Барон не оставил завещания, и некоторые его владения отошли к вдове, внебрачному сыну и брату Томасу. Основная часть наследства вместе с титулом отошла к правнучке, а позже вместе с её рукой — к Греям, потомкам королевы Элизабет Вудвилл от первого брака.